# Karangtanjung (Alian)
Karangtanjung is een bestuurslaag in het regentschap Kebumen van de provincie Midden-Java, Indonesië. Karangtanjung telt 2715 inwoners (volkstelling 2010).